# Голгофа (панорама)

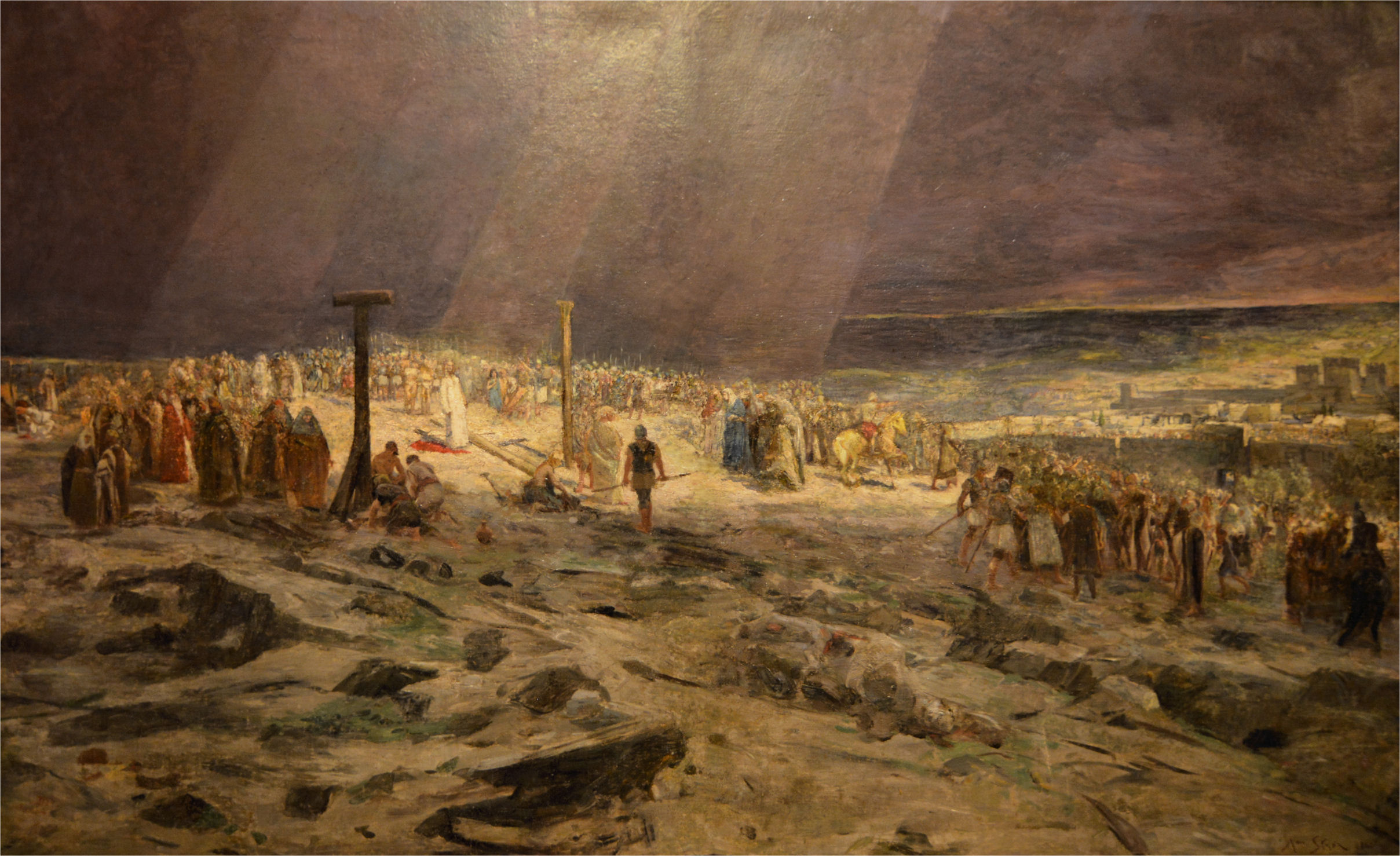
Эскиз панорамы «Голгофа» (1896), приобретённый в 2013 году Национальным музеем в Щецине

«Голгофа», или «Распятие» (англ. Crucifixion) — художественная панорама Яна Стыка размером 60 × 15 м, считается самой большой картиной религиозной тематики в мире.
Панорама была завершена 8 июля 1896 года. Впервые её показали во Львове во время большого католического съезда в 1896 году. Её там увидело свыше 50 000 человек. В январе следующего года картину выставили в Варшаве. Для этого, на ул. Каровой, 18 Игнаций Падеревский за свой счет построил специальную выставочное здание в стиле раннего флорентийского Возрождения по проекту Карла Козловского. Позже в здании функционировал так называемый Театр художников (ныне не существует). В 1898 году картина демонстрировалась в Москве, а затем в Киеве.
В настоящее время картина выставлена в специально построенном амфитеатре на кладбище Forest Lawn Memorial Park в Глендейл в Калифорнии. Там же выставлена картина Воскресение, написанная позднее, которая является продолжением сюжета.

## Отзывы
Недавно мы ходили смотреть громадную картину — панораму венгерского художника Яна Стыки под названием «Голгофа». Я очень жалел, что вас не было со мной, т.к. эта картина стоит того, чтобы посмотреть её. Не говоря уже об удивительной технике (невозможно отделаться от иллюзии пространственности), самое общее Настроение в связи с идеей очень замечательно. Представь себе местность, похожую немного на окрестности Тифлиса. По небу наползает свинцовая туча. Чувствуется, что наползает что-то бесформенное, неопределенное, но ужасное, непреодолимое; это что-то как греческий рок, захватывает собою всё, медленно-медленно, зловеще придвигается всё ближе и ближе. Только с противоположной стороны ещё видно немного светлое небо. Толпы народа, одни с ненавистью, смешанной с чувством надвигающегося, бесформенного чудовища, другие со страхом, мольбой и надеждою. Даже сквозь толстую, надменно индифферентную фигуру Пилата проглядывает при виде мук Марии вопрос, уже не бросаемый со светской небрежностью, а вопрос волнующий человека, заставляющий его колебаться между надеждой и ожиданием: «что есть истина?» В центре стоит Христос. В данном случае решительно всё равно, видеть ли в нём реальное и историческое лицо, как о Нём повествуют, или только символ, знак известной идеи, подобно тому, как буква является символом ничего общего с нею не имеющего звука, я говорю, это решительно всё равно. Эта фигура во всяком случае должна произвести на человека чувствующего известное впечатление. Та двойственная природа, на которую напирают богословы, человека вообще, а Его в особенности, представлена очень реально. С одной стороны — он не от мира сего, он чужд мелким волнениям толпы. А с другой — видно, бесконечно жаль ему ту толпу, которая сама не знает что собирается делать.Павел Флоренский, Москва 1900 I/IX
Лев Николаевич перешел к барышням и заговорил с ними о панораме «Голгофа» Яна Стыки, которую он находит интересной, хотя лица в ней слишком банальныВ. Ф. Лазурский, учитель детей Толстого